# Camp romain de Strutt's Park
Le camp romain de Strutt's Park est un camp établi à l'époque de la province romaine de Bretagne sur l'emplacement de l'actuel Strutt's Park, une banlieue de Derby, dans le comté anglais du Derbyshire. Il fut construit vers l'an 50 et remplacé, probablement entre 75 et 80, par un nouveau camp situé à Little Chester, sur la rive opposée de la Derwent.

## Site
Le camp fortifié était situé sous les actuelles routes de Duffield et de Belper. La première publication mentionnant son existence remonte à 1967. Des fouilles menées en 1995 ont révélé des terrasses, des fondations de pierre et des pavements de galet. Les poteries découvertes lors des fouilles sont détenues en partie par le Trent & Peak Archaeological Trust, en partie par le Derby Museum and Art Gallery,.
Sa fonction était probablement de protéger un point de passage important. À environ un kilomètre au sud, la voie romaine nord-sud aujourd'hui connue sous le nom de Ryknild Street franchissait la Derwent. Une deuxième voie, appelée The Long Lane, menait vers l'ouest en direction de Wroxeter. Une troisième, surnommée The Street, conduisait à Buxton et Manchester en traversant le Peak District.

## Histoire

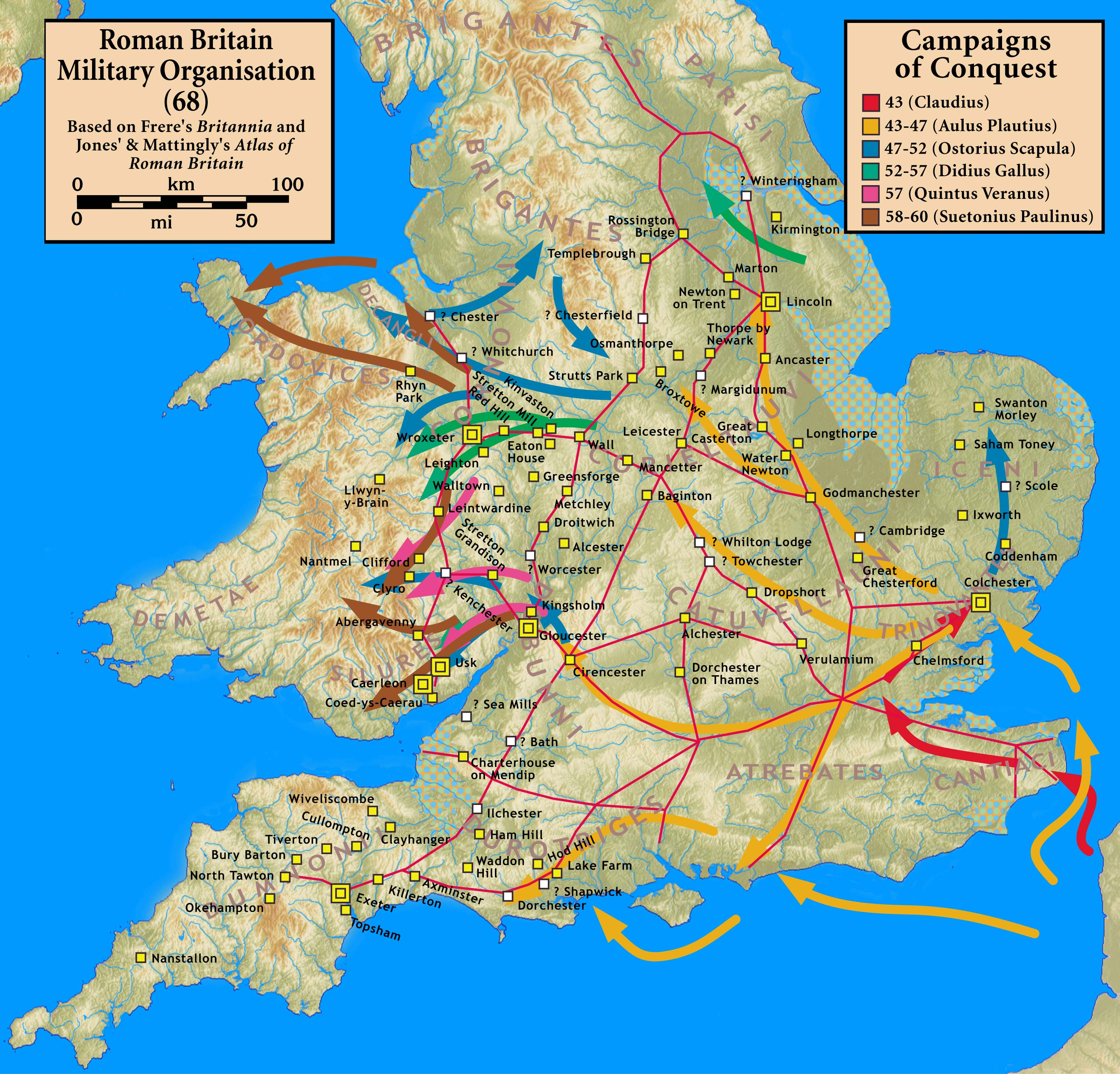
Les campagnes d'Ostorius Scapula.

Si les grandes lignes de la conquête romaine de la Bretagne insulaire nous sont connues par les sources historiques, l'histoire détaillée d'un camp fortifié dépend des données que peuvent fournir les fouilles archéologiques. À l'arrivée des Romains, cette partie de l'île était occupée par la tribu des Cornovii. En 46-47, l'armée romaine, sous la direction du gouverneur Aulius Plautius avait probablement déjà occupé toutes les terres au sud de la Trent. Vers la fin de 47, le nouveau gouverneur de la Bretagne, Publius Ostorius Scapula, avait lancé une campagne contre les tribus des montagnes de l'Ouest (le Pays de Galles actuel). Caracatus, leur chef, défait à la bataille de Caer Caradoc, en l'an 50, trouva refuge chez les Brigantes, dans les Pennines. Leur reine, Cartimandua, négocia avec les Romains et leur livra le fugitif. Ostorius mourut et fut remplacé par Aulus Gallus, qui prit le contrôle des confins gallois mais ne progressa pas plus avant, ni au nord ni à l'ouest. C'est à cette époque que fut construit le camp de Strutt's Park. C'était l'un de ceux qui jalonnaient la voie d'approvisionnement nouvellement établie de Wroxeter à Rossington. Il était probablement situé un peu au sud de la frontière entre le territoire romain et celui du royaume allié des Brigantes.
La campagne de conquête des montagnes galloises se poursuivit sous le gouverneur Quintus Veranius et son successeur Caius Suetonius Paulinus. Autour de l'an 74, la reine Cartimandua demanda l'aide des Romains pour lutter contre une rébellion, ce qui indique une possible résistance dans les Pennines et les territoires au nord de Strutt's Park. Puis, en 78, Cnaeus Julius Agricola, resté fameux grâce à la biographie très flatteuse qu'a dressée de lui son gendre Tacite, fut nommé gouverneur. Il renforça les fortifications, améliora l'infrastructure routière et mena plusieurs campagnes qui sont, quant à elles, bien documentées : il reprit d'abord les Galles du Nord avant d'envahir, en 79, le territoire des Brigantes et celui des Parisii, dans l'est du Yorkshire d'aujourd'hui et de conquérir ainsi toute l'Angleterre du Nord actuelle, jusqu'à la frontière écossaise. Strutt's Park, s'il était bien situé pour protéger au nord le passage de la rivière contre des Brigantes encore autonomes, n'était peut-être plus à présent au bon emplacement. Quoi qu'il en soit il fut remplacé, à cette époque, par un nouveau camp construit à Little Chester, directement sur le tracé de Ryknild Street.